# Dendronephthya simplex
Dendronephthya simplex is een zachte koraalsoort uit de familie Nephtheidae. De koraalsoort komt uit het geslacht Dendronephthya. Dendronephthya simplex werd in 1922 voor het eerst wetenschappelijk beschreven door Sherriffs. 